# Darío Poveda
Darío Poveda Romera (Alicante, 13 marzo 1997) è un calciatore spagnolo, attaccante del Farense.

## Carriera

### Club
Cresciuto nel settore giovanile del Villarreal, debutta in prima squadra il 21 agosto 2017 in occasione del match di Primera División perso 1-0 contro il Levante. Nel 2018 viene acquistato dall'Atlético Madrid dove gioca due stagioni con la squadra B.
Nel 2020 viene prestato al Getafe dove, nonostante lo scarso impiego, viene acquisito a titolo definitivo al termine della stagione.
Il 25 gennaio 2022 viene ceduto in prestito all'Huesca.. Il 3 luglio 2023 viene ceduto in prestito al Leganés.

### Nazionale
Ha giocato nella nazionale spagnola Under-19.

## Statistiche

### Presenze e reti nei club
Statistiche aggiornate al 3 luglio 2023.
| Stagione                 | Squadra                  | Campionato               | Campionato | Campionato | Coppe nazionali | Coppe nazionali | Coppe nazionali | Coppe continentali | Coppe continentali | Coppe continentali | Altre coppe | Altre coppe | Altre coppe | Totale | Totale |
| Stagione                 | Squadra                  | Comp                     | Pres       | Reti       | Comp            | Pres            | Reti            | Comp               | Pres               | Reti               | Comp        | Pres        | Reti        | Pres   | Reti   |
| ------------------------ | ------------------------ | ------------------------ | ---------- | ---------- | --------------- | --------------- | --------------- | ------------------ | ------------------ | ------------------ | ----------- | ----------- | ----------- | ------ | ------ |
| 2016-2017                | Villarreal B             | SDB                      | 2          | 0          |                 | -               | -               |                    | -                  | -                  |             | -           | -           | 2      | 0      |
| 2017-2018                | Villarreal B             | SDB                      | 37         | 5          |                 | -               | -               |                    | -                  | -                  |             | -           | -           | 37     | 5      |
| Totale Villarreal B      | Totale Villarreal B      | Totale Villarreal B      | 39         | 5          |                 | -               | -               |                    | -                  | -                  |             | -           | -           | 39     | 5      |
| 2017-2018                | Villarreal               | PD                       | 1          | 0          | CR              | 0               | 0               | UEL                | 1                  | 0                  |             | -           | -           | 2      | 0      |
| 2018-2019                | Atlético Madrid B        | SDB                      | 29         | 9          |                 | -               | -               |                    | -                  | -                  |             | -           | -           | 29     | 9      |
| 2019-2020                | Atlético Madrid B        | SDB                      | 10         | 10         |                 | -               | -               |                    | -                  | -                  |             | -           | -           | 10     | 10     |
| Totale Atletico Madrid B | Totale Atletico Madrid B | Totale Atletico Madrid B | 39         | 19         |                 | -               | -               |                    | -                  | -                  |             | -           | -           | 39     | 19     |
| 2019-2020                | Atlético Madrid          | PD                       | 1          | 0          | CR              | 0               | 0               |                    | -                  | -                  |             | -           | -           | 1      | 0      |
| 2020-2021                | Getafe                   | PD                       | 1          | 0          | CR              | 0               | 0               |                    | -                  | -                  |             | -           | -           | 1      | 0      |
| 2021-gen.2022            | Getafe                   | PD                       | 15         | 1          | CR              | 2               | 1               |                    | -                  | -                  |             | -           | -           | 17     | 2      |
| Totale Getafe            | Totale Getafe            | Totale Getafe            | 16         | 1          |                 | 2               | 1               |                    | -                  | -                  |             | -           | -           | 18     | 2      |
| gen.2022-2022            | Huesca                   | SD                       | 14         | 2          | CR              | 0               | 0               |                    | -                  | -                  |             | -           | -           | 14     | 2      |
| 2022-gen.2023            | Ibiza                    | SD                       | 18         | 1          | CR              | 2               | 0               |                    | -                  | -                  |             | -           | -           | 20     | 1      |
| gen.2023-2023            | FC Cartagena             | SD                       | 15         | 3          | CR              | 0               | 0               |                    | -                  | -                  |             | -           | -           | 15     | 3      |
| Totale carriera          | Totale carriera          | Totale carriera          | 143        | 31         |                 | 4               | 1               |                    | 1                  | 0                  |             | -           | -           | 148    | 32     |